# Ansonia albomaculata
Ansonia albomaculata là một loài cóc trong họ Bufonidae. Nó là loài đặc hữu của hòn đảo Borneo, và có thể được tìm thấy ở Brunei, Indonesia, và Malaysia. Các môi trường sống tự nhiên của chúng là các khu rừng ẩm ướt đất thấp nhiệt đới hoặc cận nhiệt đới và sông. Loài này đang bị đe dọa do mất nơi sống.